# Klaviertrio-Variationen op. 121a (Beethoven)
Die Variationen über „Ich bin der Schneider Kakadu“ op. 121a in g-Moll/G-Dur sind ein Variationswerk für Klaviertrio von Ludwig van Beethoven.

## Entstehung
Trotz der Veröffentlichung des Werks im Jahr 1824 wird seine Entstehung bereits etwa um 1802/03 geschätzt. Diese Datierung geht auf den Musikforscher Bernd Edelmann zurück, der seine Vermutung mit stilistischen Gesichtspunkten begründet.
Damit entstand op. 121 in zeitlicher Nähe zu Beethovens Klaviervariationswerken op. 34 sowie den Eroica-Variationen op. 35.

## Zur Musik
Das Thema des Werkes stammt aus dem Lied Ich bin der Schneider Kakadu (eigentlich Ich bin der Schneider Wetz und Wetz) aus dem 1794 uraufgeführten Singspiel Die Schwestern von Prag von Wenzel Müller (Musik) und Joachim Perinet (Libretto). Müllers Kakadu-Lied wiederum ähnelt in seiner Melodik der Arie Ein Mädchen oder Weibchen aus Wolfgang Amadeus Mozarts Oper Die Zauberflöte.
Eingeleitet wird das Werk noch vor Eintritt des eigentlichen Themas von einem ernsten g-Moll-Akkord. Bernd Edelmann sieht darin einen Widerspruch zu den sonst üblichen Konventionen der Gattung. Nach zwei Seufzertönen verleihen Achtelnoten d³ und d² dem ernsten Charakter der Einleitung einen ironischen Unterton. Noch während der Einleitung entwickelt sich das Thema, bis es ab Takt 38 ff., mit einigen vorgestalteten Septakkorden, vollständig erklingt.
Nach Ansicht des Musikwissenschaftlers Wolfgang Osthoff bilden »schmerzlichste Vorhalte« einen karikierenden Gegensatz zum heiteren und leichten Thema. Die 24 Takte des Themas bestehen aus drei gleich langen Abschnitten.
Konventionell gestaltete Figuralvariationen stellen die Variationen 1 bis 4 dar.
Variation 9 ist ein Adagio espressivo in g-Moll. Sein Prinzip, den Themenkopf im durchbrochenen Satz auf die Streicher zu verteilen, findet sich bereits im Terzett The flocks shall leave the mountains aus Georg Friedrich Händels Oratorium Acis and Galatea sowie Händels Triosonate g-Moll HWV 387, der musikalischen Grundlage des Terzetts. Der barocke Charakter dieser Variation wird durch ihre kontrapunktischen Elemente noch unterstrichen.
Variation 10 ist zunächst eine konventionelle Figuralvariation, verlässt diesen Rahmen aber mit dem Klavier, das mit seinem bis zum d4 emporsteigt. Es folgt ein vierstimmiges Fugato, dessen Vierton g1-a1-b1-c² zwar eine Variation des Themas ist, nun aber selbst motivisch verarbeitet wird. Ab Takt 398 kehrt das Hauptthema in der Funktion einer Reprise zurück und fasst die Elemente der Variationen wie kontrapunktische Gegenbewegung und durchbrochene Arbeit zusammen.
In der abschließenden Coda erklingt das Thema erneut.

### Belege
- Ares Wolf: Kammermusik für Klavier und Streichinstreumente., in: Sven Hiemke (Hrsg.): Beethoven-Handbuch. Bärenreiter, Kassel 2009, ISBN 978-3-476-02153-3

### Weiterführende Literatur
- Bernd Edelmann: Wenzel Müllers Lied vom »Schneider Wetz« und Beethovens Trio-Variationen op. 121a, In: Beethovens Klaviertrios, Symposion München, hrsg. von Rudolf Bockholdt und Petra weber-Bockholdt, S. 76–102
- Wolfgang Osthoff: Die langsamen Einleitungen in Beethovens Klaviertrios (op.1 Nr. 2, op. 121a, op. 70 Nr.2). In: Rudolf Bockholdt und Petra Weber-Bockholdt (Hrsg.): Beethovens Klaviertrios. Symposion München 1990. München 1992. S. 119–129.